# Глобализација
Глобализација је појам који се користи за описивање промена у друштвима, култури и светској економији које доводе до драматичног пораста међународне размене (у трговини, култури, људима, идејама и сл). Глобализација се често посматра искључиво са гледишта економије и тада се у први план ставља њен учинак на либерализацију трговине, односно развој слободне трговине. Упркос томе, глобализација обухвата много шире аспекте друштва.
Између 1910. и 1950. године, серија политичких и економских ломова драматично је умањила значај међународних трговинских токова. Тачније, почетком Првог светског и све до краја Другог светског рата, када су основане међународне економске институције, попут Међународног монетарног фонда (ММФ), глобализацијски трендови били су обрнути. У послератном периоду, уз подршку међународних институција, трговина се опет драстично развила. Током седамдесетих година XX века, почели су да се осећају како позитивни тако и упозоравајући ефекти глобализације.
Термин глобализација је први пут употребио професор амерички економиста (пореклом Немац) Теодор Левит са Харвардске школе за бизнис 1983. године, како би описао финансијско тржиште. Након тога је термин био проширен на деловање мултинационалних компанија. ММФ дефинише глобализацију као „растућу међусобну економску зависност свих светских земаља, коју је створило повећање и разноврсност броја међународних трансакција робе и услуга, као и размена капитала, те убрзана и генерализована технолошка размена”.

## Значења глобализације
Глобализација може да значи:
- Стварање глобалног села — зближавање различитих делова света, са могућностима за већи проток и размену појединаца и идеја, узајамно разумевање и пријатељство међу становницима света, као и стварање глобалне цивилизације. Канадски социолог Маршал МакЛухан је почетком шездесетих година двадесетог века спомињао глобално село у коме ће захваљујући медијима Марконијева ера заменити Гутенбергову.
- Економска глобализација — која има четири облика, а то су проток добара и услуга, слободна трговина, проток људи миграција, проток капитала и технологија. Последице економске глобализације су појачане привредне везе и опште повезивање и јачање привредних субјеката, те ерозија националних суверенитета у економској сфери. ММФ дефинише глобализацију као „стално растућу економску међузависност држава кроз повећање обима међудржавног промета добара и услуга, слободнијег протока капитала, и све бржег и ширег распростирања нових технологија“. Светска банка дефинише глобализацију као „слободу и могућност појединаца и корпорација да успоставе међународне послове са лицима из других земаља“.
- На пољу софтвера, глобализација је технички термин који комбинује развојне процесе на интернационализацији и локализацији софтвера.
- У менаџменту, глобализација је маркетиншки појам који означава раст и ширење међународног тржишта добара. На пример продаја аутомобила, сапуна или хране на различитим културним просторима а уз кориштење исте кампање. Супротан појам, у овом смислу, је интернационализација, која подразумева активности мултинационалних компанија на локалним тржиштима које су прилагођене, скројене по мери, потребама и култури локалних тржишта.
- Негативне ефекте профитних мултинационалних корпорација — кориштење позамашних и сложених правних и финансијских средстава у сврху заобилажења локалних закона и стандарда како би се манипулисало локалном радном снагом и услугама против њихових сопствених интереса.
- Ширење капитализма од развијеног ка неразвијеном свету.
- „Концепт глобализације односи се на сажимање света и кристалисање свести о свету као једном“ — Роланд Робертсон.

Глобализација има много сличности са интернационализацијом и ови појмови се често смењују, иако многи више воле да користе глобализацију када желе да истакну урушавање националних држава или националних граница.
Стриктно економски гледано, глобализација је у контрасту са економским национализмом и протекционизмом, док је у складу са laissez-faire капитализмом и неолиберализмом.

## Карактеристике глобализације
Глобализација је препознатљива по многим трендовима од којих се већина развила након Другог светског рата. Најопштије, то су већи увећавање протока добара, новца, информација и људи; развој технологија, организација, правних система и инфраструктуре као главног носиоца овог покрета (нпр. интернет).
- Економске
  - Већа стопа раста међународне трговине у односу на стопу раста светске економије
  - Пораст међународног протока капитала, пораст страних директних инвестиција
  - Ерозија националних суверенитета и националних граница изазвана као последица бројних међународних уговора.
  - Развој глобалних финансијских система
  - Пораст учешћа мултинационалних корпорација у светској економији
  - Увећана улога међународних организација, попут Светске трговинске организације, светске организације за заштиту интелектуалне својине, ММФ и сличних.
- Културалне
  - Већа међународна размена у култури
  - Ширење мултикултурализма и лакши приступ културним разноликостима, на пример кроз извоз филмова холивудске и боливудске продукције. Међутим, увоз културе може и да потисне локалну културу, да изазове умањење културне разноликости путем хибридизације или асимилације. Најуочљивији је облик американизације или, општије гледано, вестернизација, а присутна је и синосизација (кинезизација).
  - Раст међународних путовања и туризма
  - Већа имиграција, укључујући и илегалну имиграцију
- Драматичан развој глобалних телекомуникација, пре свега интернета, комуникационих сателита и телефоније, развој инфраструктуре и увећан прекогранични проток података
- Раст броја глобалних стандарда, попут ИСО, копирајта (закона о заштити ауторских права и интелектуалне својине), закона о патентима
- Све већи број случајева који се решавају по међународним законима и међународним судовима
- Тероризам је такође добио одлике глобализације и све је већи број напада у местима која немају директну везу са матичним земљама инспиратора тероризма.
- Стимулисање и развој слободне трговине
  - добара:
    - Умањење или елиминација царинских стопа; олакшавање увозних режима; стварање слободних царинских зона
    - Смањење трошкова транспорта, посебно након развоја прекоокеанског транспорта у контејнерима

  - капитала: 
    - Умањење или елиминација контроле протока капитала
    - Умањење или елиминација повластица, субвенција за локалне предузетнике и произвођаче
- Заштита интелектуалне својине
  - Усаглашавање закона о интелектуалној својини (рестриктивни тренд)
  - Наднационално признавање интелектуалних и патентних права (на пример, кинески патент признат је и у САД)

## Историјски корени глобализације
Глобализација није феномен новијег датума. Међународна трговина и финансије никада нису знали за границе и одувек је било могуће набављати егзотичне производе на крају света. Чак и Библија спомиње путујуће трговце који су из Вавилона доносили драго камење, свилу, слоновачу или цимет. Мухамед је био трговац и једном приликом изјавио да девет десетина Божијих благодати долази од трговине, а само једна десетина од сточарства. Маркс и Енгелс су желели да створе радничку Интернационалу у свету у коме неће бити граница. Међутим, у античко време, када границе нису биле контролисане, највећи део становништва је живео на простору од неколико квадратних километара. Данас је путовање резервисано за добростојеће становништво из индустријализованих земаља.
Већ од шеснаестог и седамнаестог века се појављују светски трговински и финансијски центри, Ђенова, Амстердам и мало касније Лондон. Амерички нобеловац из економије Пол Кругман тврди да је економска интеграција крајем двадесетог века веома много подсећала на ону са краја деветнаестог. 1880. године, увоз Сједињених Америчких Држава представљао је 8% бруто домаћег производа, а данас он износи 11%. У оно време су миграције људи и капитала биле чак значајније него данас, али се све одвијало спорије. Крах берзе из 1929. се тако одразио на светску економију тек после три године, док је онај од 19. октобра 1987. захватио цели свет за само двадесет и четири сата. Већ 1948. године, Данијел Халеви објављује дело «Убрзање историје». Глобализација је у ствари убрзање времена и скраћење дистанце на планетарном нивоу.
Иако се глобализација понекад меша са американизацијом и сматра за опасност по културни идентитет, сувереност држава или развој локалне привреде, Сједињене Америчке Државе нису проузроковале тај феномен. Он је пре свега резултат технолошке револуције која је омогућила ефикаснију организацију рада и која захтева специјализованије послове. Сутрашња занимања највероватније ће се померити према врху Масловљеве пирамиде људских потреба. Американци само преусмеравају плодове глобализације према себи, захваљујући свом водећем положају у светским односима.
Будући да глобализација има и техничко и политичко значење, различите групе имају различита тумачења историје глобализације. У областима економије и политичке економије, историја глобализације у ствари је историја развоја трговине међу нацијама, као и историја међународних институција.
Појам либерализација добио је значење обједињавања теорије laissez-faire економије и процеса уклањања трговинских баријера међу државама. Ово је довело до специјализације појединих нација у трговини, посебно извозу добара, а потом и до притиска на друге нације да уклоне заштитне мере (нпр. умањење царинских стопа, уклањање режима дозвола за увоз и сл.) у промету робе. Период XIX века када је дошло до прве велике либерализације у трговини називамо „Првом ером глобализације“. Глобализација је почела и нарастала паралелно са експанзијом и ширењем Британске империје ( Pax Britannica) као и индустријализацијом која је све више узимала маха. Теоријске основе можемо наћи у Рикардовом раду на „компаративним предностима“ и Сејовом закону „опште равнотеже“. У суштини, они су дискутовали да ли нације могу успешно трговати и да ли је могуће да се поремећаји у понуди и тражњи сами од себе коригују.
Глобализацију карактерише све већа међузависност националних економија са светском привредом. Земље у свету су повезане у мултидимензионалну мрежу економских, социјалних и политичких веза. Претпоставка светске повезаности се заснивају на тези коју су наметнуле развијене земље, да се дањи рационални развој привреде може остварити на основу оштријих критеријума пословања и где су велике мултинационалне компаније основа и носиоци повезивања. Услов за глобализацију је интернационализација светске производње и трговине.
Сматра се да „прва ера глобализације“ траје све до почетка XX века а коначан крај је почетак Првог светског рата. Нације које су имале највише успеха у ери глобализације су: готово све западноевропске нације, понеке са периферије европског континента и неколико прекоокеанских изданака европских држава-нација, као што су Америка и Океанија. Неједнакости међу тим државама су се умањиле, а проток добара, капитала и радне снаге одвијао се слободније него икада.
Након Другог светског рата, главни покретачи глобализације били су међународни трговински споразуми и институције попут ММФ-а, ГАТ, које су деловале у правцу уклањања трговинских баријера. Међународна трговинска конференција у Уругвају довела је до стварања Светске трговинске организације (СТО), као институције која треба да посредује у трговачким споровима. Остали билатерални трговински споразуми, укључујући европски Мастрихтски споразум и Северноамерички споразум о слободној трговини, такође имају за циљ умањење препрека и баријера у трговинској размени.

## Противуречности глобализације
Жучне академске расправе воде се о природи глобализације — да ли је глобализација стварна појава или само аналитички артефакт (мит). Упркос широкој примени овог појма, посебно данас, многи аналитичари сумњају и оспоравају стварност појаве глобализације у историји. Такође, многи тврде да главне одлике и појавне карактеристике глобализације нису ни изблиза укорењене толико колико се сматра.
Глобалистичка интервенционистичка политика Сједињених Америчких Држава такође је камен спотицања за оне који тврде да је глобализација дошла у фазу неминовности. Стога многи аутори радије користе термин интернационализација. Простије речено, улога и значај нације и државе много је већа у интернационализацији, док глобализација негира националне државе. Тако многи аутори истичу да границе нација, у ширем смислу, и даље опстају, и да су државе-нације далеко од одумирања, јер се процес глобализације у ствари и не одвија. По овом ставу, историјски гледано интернационализација још није уступила место глобализацији. Пројекат стварања Европске уније или трговински споразум EФТА наводе се као главна потврда овог става.
Међутим, данашњи свет наилази на све више заједничких проблема који немају везе са појединим нацијама. На пример, загађење животне средине или глобално загревање, проблеми којима се бави покрет који се зачудо зове антиглобалистички, а који у ствари представља глобални покрет који жели да се бави овим проблемима управо мимо држава-нација; својим радом, нарастањем у друштвену организацију која превазилази границе држава-нација, овај покрет је у ствари аргумент против теорије интернационализације, и представља стварну појаву глобализације данашњег друштва.

## Глобализам, глобалисти
Поборнике демократске глобализације можемо назвати проглобалистима или краће глобалистима. Они сматрају да прва, тржишно оријентисана, фаза глобализације мора бити заокружена стварањем глобалних политичких институција које ће представљати вољу грађана света. Проглобалисти не претпостављају унапред било какву носећу идеологију тих нових глобалних институција, већ сматрају да то треба да се догоди спонтано, путем слободног избора и демократског процеса.
Поборници слободне трговине истичу да, на основу економске теорије о компаративним предностима, слободна трговина доприноси ефикаснијој расподели ресурса, те да ће све земље укључене у систем слободне трговине имати користи. Уопште, они тврде да ће слободна трговина довести до смањења цена, веће запослености и веће продуктивности.
Либерали и други поборници лесе фер (laissez-faire) капитализма тврде да ће виши степени политичких и економских слобода, у демократском и капиталистичком маниру, довести до вишег нивоа материјалног благостања. У том смислу и гледају на глобализацију као корисну за ширење демократије и капитализма.
Критичари сматрају да антиглобалисти користе анегдотске чињенице како би доказали своја гледишта а да статистика на светском нивоу говори у корист глобализације:
- Проценат људи који живе у земљама у развоју са примањима испод 1 долара (усклађено са инфлацијом и куповном моћи) се преполовио у последњих двадесет година. Неки опет сматрају да се морају наћи тачнији показатељи сиромаштва.
- Просечан животни век се у земљама у развоју готово удвостручио од краја Другог светског рата а разлика између развијеног и неразвијеног света се смањује. Стопа смртности деце се смањила у свим земљама у развоју. Разлике у дохотку се такође умањују.
- Демократија се драматично шири. Од 1900. године када није постојала ниједна држава да обезбеђује универзална права гласа (право да се гласа без обзира на полно, расно, национално или материјално порекло), до 62,5% на светском нивоу 2000. године.
- Широм света, проценат популације која живи у земљама у којима су залихе хране испод 2.200 калорија на дан, смањио се са 56% просека средине шездесетих година на 10% 1990-их година.
- Између 1950. и 1999. године, глобална писменост нарасла је са 52% на 81% светске популације. Највећи напредак остварен је на писмености жена. 1970. године 59% жена било је писмено у односу на мушку популацију (на 100 мушкараца, писмено је било 59 жена). 2000. године та стопа била је 80%.
- Слични трендови постоје и у инфраструктури, нпр. електрична енергија, аутомобили, радио, телефонија као и проценат популације која има приступ чистој води.

Како год, може се и рећи да многа од ових достигнућа нису подстакнута глобализацијом. Џозеф Штиглиц тврди да глобализација није сама по себи ни добра ни лоша, те да од њене примене зависи какве ће ефекте имати на свет. Она не би требало да буде штетна за економски развој, ако почива на принципима међународног права које се стално допуњава и усавршава како би се омогућио исти законски положај за све грађане света и идеалан мир какав је пожелео Кант.
Многи прокапиталисти су веома критични према Светској банци и Међународном монетарном фонду, сматрајући да те институције контролишу најјаче државе, уместо корпорација, а да их води корумпирана бирократија. Многи зајмови дати су диктаторима који никада нису спровели обећане реформе. Уместо тога најчешће су остављали у аманет свом осиромашеном народу да плаћа зајмове.
Прокапиталисти сматрају да у раду ових институција нема довољно капитализма. Они такође истичу да су највећи противници глобализације и интересне групе са сукобљеним интересима.

## Антиглобалисти и алтерглобалисти
Многи грађански активисти и државни националисти скрећу пажњу на штетне последице глобализације. Ови покрети имају заједничко име, које су му доделили медији — „антиглобалистички покрет“. Тај појам може да делује збуњујуће пошто антиглобалисти могу да долазе из сасвим супротних табора, а многи оспоравају само неке одлике глобализације, не и глобализацију саму по себи. Неки од активиста, на пример Ноам Чомски, тврде да је сам појам „антиглобалисти“ бесмислен пошто они управо желе да глобализују правду. Истина, „глобални покрет за правду“ или „покрет за глобалну правду“ био би прецизнији назив. Многи активисти су се ујединили и под слоганом „другачији свет је могућ“, који је донео нове појмове, попут француског — алтермондијализам односно алтерглобализам.
Постоји мноштво различитих облика антиглобализма. Од заштите сопственог монопола, криминалних радњи до заиста искрених и хуманих идеја. Најчешће, антиглобалисти сматрају да глобализација није донела оне вредности и побољшања како се то сматрало, те да многе институције које делују у име глобализације не заступају интересе радничке класе и сиромашних у свету.
Економски теоретичари фер трговине тврде да неограничена слободна трговина доноси више користи онима са већим финансијским утицајем (богатима), а на рачун неразвијених и сиромашних.
Многи антиглобалисти гледају на глобализацију као промоцију корпоративних меморандума, који имају за циљ ограничење права појединаца у име добити. Они такође тврде да корпоративна тела кроје политике нација-држава.
Неке антиглобалистичке групе тврде да је глобализација по својој природи империјалистичка. Да је један од главних узрока рата у Ираку, те да више доприноси САД него земљама у развоју. Овде је главни аргумент миграција новца из ратом захваћених територија у САД.
Сличне су тврдње и да глобализација намеће кредитно-оријентисану економију, која исходи неоправданим (оном који није самоодржив) развојем и дужничким кризама.
Најконзервативнији табор чине државо-центрични националисти који се плаше да ће глобализација избрисати улогу нација у глобалној политици. Они помињу не-владине организације (НВО) као извршиоце ове политике и кршиоце националних суверенитета. Типични представник овог покрета је Жан Мари Ле Пен.
Неки аналитичари сматрају да се иза проповеди о антиглобализацији крије у ствари антиамериканизам, те да се нападају економски, политички и културни елементи САД. На пример, америчке корпорације су најчешћи предмет напада и критика: амерички Најки (Nike) је много више нападан од немачког Адидаса. Слични ставови постоје и у култури и националним производима: француска вина, кинески чај, јапанска манга, такође имају драматичан и глобални раст и утицај али се не сматрају „опасним“ попут Кокаколе или Холивуда. Могуће је да постоји веза између опажаја „опасности“ и интензитета оглашавања појединих брендова.
Најшири слој људи се опире неспутаној глобализацији (неолиберализам); лесе фер капитализам, које су подстицале западне владе 80их (нпр. Роналд Реган и Маргарет Тачер) и квази-влада (нпр. Међународни монетарни фонд и Светска банка) не показују довољно одговорности према радницима и широким народним масама већ се највише труде да удовоље интересима корпорација. Многе међународне конференције, посебно групе осам великих (Г8: САД, Немачка, Француска, Уједињено Краљевство, Италија, Јапан, Канада, Русија) пропраћене су масивним, често насилним демонстрацијама бројних противника „корпоративног глобализма“. Овај покрет је веома хетероген и укључује верске заједнице, националисте, левичаре, екологе одн. активисте за заштиту животне средине, сељаке, антирасистичке групе, либералне социјалисте и друге. Већина ових група има реформистички став (тражи хуманије облике капитализма), а неке су и револуционарне (траже хуманији систем уместо капитализма). Критичари овог покрета сматрају да је оваква различитост у ставовима и циљевима неозбиљна док неки аналитичари (нпр. Ноам Чомски) сматрају да снага покрета лежи управо у томе.
Ови протести довели су до измештања конференција Г8 из великих градова у мања и слабије приступна места одн. до локација у којима је теже организовати масовна окупљања.
Неки антиглобалисти замерају тренутној глобализацији да глобализује новац и корпорације у исто време одбијајући да глобализује људе и синдикате. Доказе за ову тврдњу налазе у крутој и неумољивој усељеничкој политици богатих земаља и у недостатку основних радничких права у многим земљама у развоју.